# THE FILM of Nakajima Miyuki
『THE FILM of Nakajima Miyuki』（ザ フィルム オブ なかじま みゆき）は、2000年8月2日に発売された中島みゆきのDVD・PV集である。

## 解説
1991年にリリースされた『A FILM of Nakajima Miyuki』、1997年にリリースされた『FILM of Nakajima Miyuki II』の2作のPV集（いずれもVHS・LDで発売）を合わせDVD化した作品である。また、上記の2作品には収録されていない最新（当時）の「竹の歌」のPVも収録されている。

## 収録曲
- 全作詞：中島みゆき
- 全作曲：中島みゆき（特記以外）
- 全編曲：瀬尾一三

トラック1.から5.までが『A FILM of Nakajima Miyuki』収録、6.から10.までが『FILM of Nakajima Miyuki II』収録である。
1. トーキョー迷子
2. 夜を往け
3. 見返り美人
曲自体は1991年に発表されたニューバージョンが収録されているが、PVの大部分は1986年のオリジナル版のPVが使用されている（残りの部分は新たに撮影された映像）。
4. 黄砂に吹かれて
作曲：後藤次利
5. おだやかな時代
バックコーラスにリタ・クーリッジが参加している。
6. 浅い眠り
1992年のFNS歌謡祭に『夜会』開演中のため参加できなかった代わりに、急遽制作された。
7. 空と君のあいだに
8. 旅人のうた（2nd Version）
曲自体は1996年のアルバム『パラダイス・カフェ』に収録されたバージョンとなっている。
9. たかが愛
10. 二隻の舟
曲自体は1995年のアルバム『10 WINGS』に収録されたバージョンとなっている。同年に開催された「夜会展」のために制作された。
11. 竹の歌
元々は夜会Vol.7「2/2」の劇中歌。